# Kuma Ching
Kuma Ching es una película filmada en color, de coproducción argentina y española y dirigida por Daniel Tinayre según el guion de Dalmiro Sáenz y Carlos A. Petit estrenada el 19 de junio de 1969 y que contaba como protagonistas a Luis Sandrini, Lola Flores, Narciso Ibáñez Menta y Juan Verdaguer. La película fue filmada parcialmente en Hong Kong y tuvo los títulos alternativos de Un ataúd para Hong Kong y Aventura en Hong Kong.

## Sinopsis
Un importante científico español interpretado por Narciso Ibáñez Menta es secuestrado por dictadores de China con intenciones de que desarrolle armas para conquistar el mundo. Las fuerzas internacionales deciden rescatar al científico español para lo cual buscan a un espía internacional que vive en Buenos Aires a quien piensan insertarle un aparato de rastreo e  introducirlo en la China comunista para rescatar al español. Por otro lado la hija del científico interpretada por Lola Flores, contacta con la resistencia China, y por sus medios trata de rescatar a su padre. Mientras tanto en Buenos Aires y de manera accidental los agentes internacionales  comandados por Juan Verdaguer insertan por error el aparato de rastreo, en la persona de un porteño común que, de manera accidental,  ocupa el taxi equivocado. Al darse cuenta de su error el agente Juan Verdaguer decide llevar adelante el plan e introducir en China  al porteño Luis Sandrini dentro de un ataúd . Aquí comienzan una serie de desventuras para el pobre porteño Sandrini que después de muchos contratiempos es introducido en China dentro del ataúd, y toma contacto con la hija del científico español y ambos procuran liberar a Narciso Ibáñez Menta.

## Reparto
- Luis Sandrini …  Carlos "Cacho" Spumarella
- Lola Flores …  Lola Reyes
- Narciso Ibáñez Menta …  Diego de Alcántara
- Juan Verdaguer …  Capitán Holmes
- Jorge Rivera López …  Sansón
- Tincho Zabala …  Viejo chino
- Homero Cárpena …  General Chang
- Luis Medina Castro …  Liu
- María Aurelia Bisutti …  Ping Lu
- Alfredo Iglesias …  General Ling
- Alfredo Noli
- Fernando Labat
- Augusto Codecá …  Abogado
- Paquita Más …  Juanita
- Rey Charol …  Chofer de taxi
- Virginia Romay …  Vecina espía
- Carlos Davis
- Alejandro Anderson …  Presidente
- Florén Delbene
- Ricardo Castro Ríos
- Lalo Malcolm
- Ernesto Raquén
- Walter Santa Ana
- Juan Carlos Lima
- Alfonso De Grazia
- Mario Pocoví
- Ilde Pirovano …  Madre de Carlos
- Juan Carlos Galván …  Médico
- Cayetano Biondo …  Vista de aduana
- Héctor Méndez …  Capitán de submarino
- Reynaldo Mompel …  Capitán de portaaviones
- José Comellas …  Guardia
- Ángel Boffa …  Chino en placard
- David Llewellyn
- Sergio Malbrán
- Juan Vehil
- Isidro Fernán Valdez
- Chola Dubi
- Alberto Segado

## Comentarios
Jaime Potenze escribió en La Prensa:

”Al film le faltan ideas y le sobran agitación y personajes.”

revista Gente dijo:

”Como argumento oscila entre el disparate y el absurdo, como filmación se aproxima sólo a la corrección.”

Para Fernando M. Peña la película:

”No era buena, pero además resultó perjudicada por la calificación (aparentemente debida a algunas palabrotas) ya que los productores habían apostado al público familiar.”